# Kazuyuki Itō
Kazuyuki Itō (jap. 伊藤 和幸, Itō Kazuyuki; * 1951) ist ein japanischer Astronom.
Er entdeckte am 14. Oktober 1994 den Asteroiden (6879) Hyogo.
Der Asteroid (5737) Itoh wurde am 24. Januar 2000 nach ihm benannt.

## Quelle
- Lutz D. Schmadel: Dictionary of Minor Planet Names. 5th ed. Springer, Berlin 2003, ISBN 3-540-00238-3 (englisch) Voransicht bei Google Book Search